# للمرح فقط (كتاب)
للمرح فقط: قصة الحادثة الثورية هي سيرة ذاتية فكاهية عن لينوس تورفالدس، مبتكر نواة لينكس، وتمت كتابة السيرة بمشاركة ديفيد دايموند. الكتاب يشرح نظرة لينوس إلى نفسه وحركة البرمجيات الحرة وتطوير لينكس. تمت ترجمة للمرح فقط إلى عدد هائل من اللغات منها الفنلندية والتي هي اللغة الرسمية لموطن لينوس، وفيما بعد تُرجمت إلى السويدية حيث أن لينوس عضو في الأقلية المتحدثة بالسويدية في فنلندا.